# Миделбург
Миделбург (хол. Middelburg, слушајⓘ) је главни град низоземске провинције Зеланд. Налази се на полуострву Валхерен. По подацима из 2007. године град има око 47.000 становника.

## Историја
Град се први пут појављује у историји у деветом веку. Помиње се као средње (мидел) од три одбрамбена утврђења (бург), која су служила за одбрану од Викинга. Опатија у Миделбургу је настала 844, а била је активна до рата за стварање независне Низоземске у 16. веку. Зграда бивше опатије је данас музеј и центар провинцијске владе. Градске привилегије град је добио 1217. године.
У средњем веку, Мидлебург је био важан посредник у трговини између Енглеске и Фландрије. У 17. веку (Златно доба Низоземске), био је важан за Холандску источноиндијску компанију, као центар у трговини афричким робовима. Многа репрезентативна здања потичу из овог доба просперитета. 
Добар део старог града је сравњен са земљом у немачком бомбардовању 17. маја 1940. године. После рата, град је реконструисан. 